# 王村镇 (乾县)
王村镇，是中华人民共和国陕西省咸陽市乾县下辖的一个乡镇级行政单位。

## 行政区划
王村镇下辖以下地区：
北索村、淡头村、大王村、南索村、王召村、上官村、上座村、王吕村、北昌村和张留村。